# Olaf Tordsson
Olaf Tordsson (isl. Óláfr Þórðarson), född omkring 1210, död 1259, var en isländsk skald och lärd. Han kallades vanligen Hvitaskald till skillnad från en samtida Olaf Svartaskald, bror till Sturla Tordarson och brorson till Snorre Sturlasson, i vars hus han tillbragte sin ungdom och erhöll del av den tidens vetenskapliga bildning. Efter faderns död, 1237, drog han till Norge, där han vistades hos kung Håkon Håkonsson och hertig Skule, samt besökte därefter Valdemar Sejr i Danmark och antagligen Erik den läspe och halte i Sverige. År 1240 deltog han såsom Håkan Håkonssons hirdman i slaget vid Oslo och var 1252-1256 lagsagoman på Island. Olaf var en berömd skald och diktade kväden om de tre nämnda nordiska konungarna, delvis återgivna i Håkon Håkonssons saga, som hans bror skrev. Han anses också på goda skäl ha skrivit Knytlingasagan, vartill han fick ämne under vistelsen i Danmark, samt den tredje av de till Snorres Edda fogade avhandlingarna om språk och skaldskap.